# À toi pour toujours
Pour le film allemand de Karl Anton, voir Je t'aimerai toujours.
Pour plus de détails, voir Fiche technique et Distribution.
À toi pour toujours (حب إلى الأبد, Houbb îla al abad)) est un film dramatique égyptien réalisé par Youssef Chahine et sorti en 1959.
Il a été sélectionné au festival du film de Moscou 1959.

## Fiche technique
- Titre français : À toi pour toujours[2]
- Titre original arabe : حب إلى الأبد[3] ; Houbb îla al abad[2]
- Réalisateur : Youssef Chahine
- Scénario : Wajih Naguib (scénario et dialogue) Mohammed Abu Yousef (histoire, scénario et dialogue)
- Production : Toutou Khouri, Ramsès Naguib
- Société de production : Studios Al Ahram, Orient Films, Société arabe du Cinéma (Sharikat al Arabia Al Sinima)
- Pays de production :  Égypte
- Langue de tournage : arabe
- Format : Noir et blanc - 1,37:1 - Son mono - 35 mm
- Durée : 94 minutes
- Genre : Mélodrame policier
- Dates de sortie :
  - Union soviétique : août 1959 (Festival international du film de Moscou 1959[1])
  - Égypte : 15 septembre 1959[3]
  - France : 28 avril 1971[2]

## Distribution
- Mahmoud El-Meliguy
- Nadia Lutfi
- Ahmed Ramzy